# イオニア学派

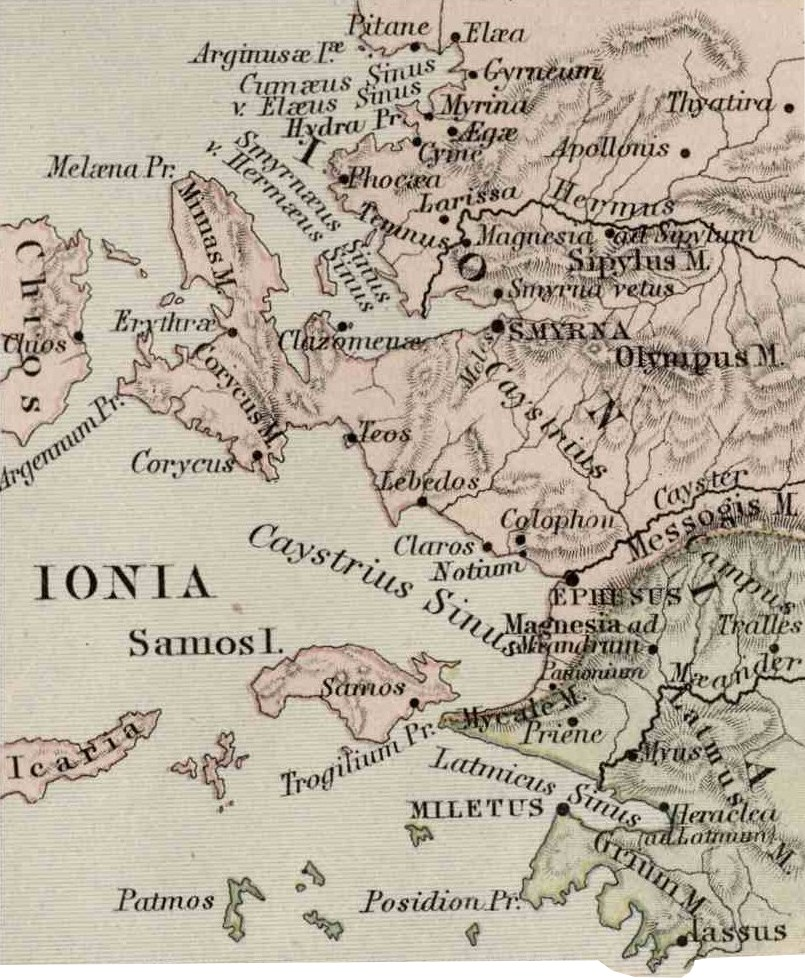
クラゾメナイ (アナクサゴラス) - 地図中央サモス島から北方、半島の付け根の北部。
エペソス (ヘラクレイトス) - サモス島から北東、湾の奥まった場所。
ミレトス (ミレトス学派) - サモス島から南東、湾の入り口の下部。

イオニア学派（イオニアがくは、英: Ionian School）は、紀元前6世紀から紀元前5世紀にかけて、イオニア地方を中心に活動したギリシア哲学における自然哲学者たちの総称である。イタリア半島で活動したイタリア学派と対置される。

## 概要
イオニア学派は、知覚的な情報を元に、自然・万物の根源である「アルケー」を様々に考察した自然哲学の嚆矢として知られる。
ミレトス学派に括られる初期の自然哲学者であるタレス、アナクシマンドロス、アナクシメネスの3人に加え、ヘラクレイトス、アナクサゴラス、アポロニアのディオゲネス、アルケラオス、ヒッポンなどがイオニア学派に含まれる。
アリストテレスは彼らのことをピュシオロゴイ（physiologoi, 「自然について語る者」という意味）と呼んだ。イオニア学派という言葉の使用は、2世紀の哲学史家アレクサンドリアのソーティオーンまで遡ることができる。彼らが時々「宇宙論者」とも呼ばれる。
ほとんどの宇宙論者は、物質はあるものからあるものに変わることはできるが、万物に共通の不変な何かを持っていると考えた。しかし、彼らは実験で見付けるのではなく、宗教や神話というよりはむしろ抽象的な推理を使って説明した。アリストテレスは『形而上学』の第一巻（Α巻）で彼らを最初の哲学者として紹介しており、西洋伝統の最初の哲学者たちとなったわけである。
後の哲学者たちは思索の他の領域も含めるため、研究の幅を広げた。たとえばエレア派は、認識論、または、人間はいかにしてものが存在するのを知りうるのかを研究した。とはいえ、イオニア学派は我々が知っている最初の哲学者たちであり、歴史的にも依然重要なままである。

## 参照
- この記事にはアメリカ合衆国内で著作権が消滅した次の百科事典本文を含む: Chisholm, Hugh, ed. (1911). “Ionian School of Philosophy”. Encyclopædia Britannica (英語). Vol. 14 (11th ed.). Cambridge University Press. p. 731.